# 김구현 (프로게이머)
김구현(金久鉉, 1990년 10월 18일 ~ )은 대한민국의 전직 스타크래프트, 스타크래프트2 프로게이머이다. 프라임 소속이었다. GooJila라는 아이디를 사용하며, 종족은 프로토스이다.

## 생애
2006년 상반기 드래프트에서 SouL(현 STX SouL)의 3차 지명으로 입단해 그 해 프로리그에서 신인상을 수상했다.
처음으로 진출한 개인리그인 곰TV MSL 시즌4에서 결승까지 파죽지세로 올라가며 선보인 아찔한 셔틀리버 플레이로 스타덤에 올랐다. 김구현의 특유의 긴장감 넘치는 셔틀곡예 플레이는 그에게 '붉은 셔틀의 곡예사'라는 별명을 얻어주었다. 붉은 셔틀이란 체력이 빨간색으로 매우 낮은 상태인, 곧 터져버릴 것 같아 보는 이들의 긴장감을 조성하는 셔틀을 의미한다. 김구현은 세 종족전에서 고른 승률을 보이는 만능 플레이어이나 뛰어난 셔틀리버 플레이로 각인된 이미지 때문에 특히 저그전에 특화된 선수로 평가된다.
현존하는 프로토스 유저들 중 전략적인 플레이를 가장 잘 구사하는 선수들 중 한 명이다. 2008년 최고의 활약을 펼쳤던 여섯 명의 프로토스 선수들을 가리키는 '육룡'의 일원이다 (김구현, 송병구, 김택용, 도재욱, 허영무, 윤용태). 2009년 후반기에 저그의 강세로 인한 육룡의 총체적인 부진 때문에 그 의미가 퇴색된 면도 없지 않아 있지만 MSL에서는 김구현, 도재욱 스타리그에서는 송병구 등이 활약하며 반전을 꾀하고 있다. 리쌍에게는 매우 약하나 택뱅을 상대로는 강한 면을 보이고 있다.
신한은행 프로리그 10-11 4,5R에서 연패를 하며 부진에 빠져있다가 6R에서 김구현 자신만의 플레이로 차명환을 잡아내고 환상적인 셔틀리버 플레이로 상대전적에서 0:6으로 밀리는 김명운을 잡아내며 부진을 털어내는듯 했으나 그 후 연패는 계속되었고, 김구현은 6강 PO에서까지 부진을 털어내지 못하며 STX Soul의 준PO 진출은 다시 좌절되었다.
2011년 7월 MSL 서바이버 토너먼트 이경민 선수와의 경기에서 져서 탈락함으로써 그의 MSL 연속 진출 횟수를 10회에서 접어야만 했다.
2011년 9월 22일, 단 한 명만을 모집하는 2011년 8회차 공군 e스포츠병 전형의 최종 합격자로 선정됐다. SK플래닛 스타크래프트 프로리그 시즌1 1R 중반부터 공군 ACE 유니폼을 입게 되었다.
그러나 SK플래닛 프로리그 12-13부턴 공군 에이스의 해체로 프로리그에 참가하지 않게 되면서 프로리그에 출전하지 못하게 됐다.
그 뒤 타 부대로 옮겨 져서 남은 군생활을 했었다가 2013년 10월 23일 제대했다.
2013년 10월 31일 프라임으로 전격 입단했었으나 출전은 거의 하지 않았고, 2014년 4월 10일에 은퇴했다.

## 주요 기록

### 전적
통산전적 (12.08.06 기준, 스타2 전적포함)
|             | 경기 | 승-패   | 승률  |
| ----------- | ---- | ------- | ----- |
| 대 테란     | 136  | 78–58   | 57.4% |
| 대 저그     | 156  | 82–74   | 52.6% |
| 대 프로토스 | 133  | 68–65   | 51.1% |
| 총합        | 425  | 228–197 | 53.6% |

### 김구현의 대 저그전 성적
- 2006년 - 3전 1승 2패 (33.3%)

- 2007년 - 14전 10승 4패 (71.4%)

- 2008년 - 21전 14승 7패 (66.7%)

- 2009년 - 32전 16승 16패 (50.0%)

- 2010년 - 49전 24승 25패 (49.0%)

- 2011년 - 32전 16승 16패 (50.0%)

- 2012년 - 6전 1승 5패 (16.6%)

### 개인리그
메이저 개인리그 준우승 1회
- 2005년 제16회 커리지 매치 입상
- 2006년 스카이 프로리그 2006 후기리그 신인왕
- 2007년 2007 서울 국제 e스포츠 페스티벌 스타크래프트 256강전 32강
- 2008년 곰TV MSL 시즌4 준우승 (1:3 이제동)
- 2008년 아레나 MSL 2008 8강
- 2008년 곰TV TG삼보-인텔 클래식 2008 시즌1 32강
- 2008년 블리자드 월드와이드 인비테이셔널 2008 스타크래프트 부문 4위
- 2008년 인크루트 스타리그 2008 36강
- 2008년 클럽데이 온라인 MSL 2008 3위
- 2008년 곰TV TG삼보-인텔 클래식 2008 시즌2 16강
- 2008년 BATOO 스타리그 08~09 16강
- 2009년 로스트사가 MSL 2009 32강
- 2009년 박카스 스타리그 2009 36강
- 2009년 곰TV TG삼보-인텔 클래식 2008 시즌3 16강
- 2009년 아발론 MSL 2009 16강
- 2010년 NATE MSL 2009 4위
- 2010년 대한항공 스타리그 2010 Season 1 3위
- 2010년 하나대투증권 MSL 2010 32강
- 2010년 빅파일 MSL 2010 16강
- 2010년 대한항공 스타리그 2010 Season 2 16강
- 2010년 WCG 2010 그랜드 파이널 스타크래프트 부문 준우승 (은메달) (0:2 이영호)
- 2010년 박카스 스타리그 2010 8강
- 2010년 2010 대한민국 e-스포츠 대상 프로토스 최우수 선수상
- 2011년 피디팝 MSL 2010 8강
- 2011년 ABC마트 MSL 2011 32강
- 2011년 진에어 스타리그 2011 24강